# Туктут-Ногаит
Национальный парк Туктут-Ногаит (англ. Tuktut Nogait National Park) — расположен в Северо-западных территориях, Канада. Основан в 1996 году. Площадь — более 16 340 кв. км. Расположен в 170 км от северного полярного круга.

## История
Многочисленные археологические находки (360) свидетельствуют о том, что впервые люди в этих местах появились примерно в 1200—1500 годах н. э. Первым европейцем, достигшем земель парка в 1867-68 годах стал канадский этнолог и миссионер Émile Petitot. В 1930—1935 здесь в местечке Letty Harbour  существовал торговый пост компании Гудзонова залива. В 1935—1954 в Полатук действовал миссионерский пункт Римско-католической церкви.

## Природа

### Животный мир
Название парка переводится с местного языка Инувиалуктун как «молодой карибу». Кроме многочисленных стад карибу (так в Северной Америке называют северных оленей) в парке встречаются овцебыки, гризли, волки, арктические гольцы и другие животные. В этих местах разводят своих птенцов многие перелётные птицы. На склонах каньонов строят свои гнёзда такие хищники как сапсан, мохноногий канюк, кречет, беркут.
Через парк протекают реки Hornaday River и Roscoe River.

### Растения
Большая часть парка представляет собой непрерывную арктическую тундру. В нагорной тундре встречаются осоки (Carex spp.) и гравилаты (Dryas integrifolia); в более защищенных долинах и на тёплых южных склонах отмечаются ивы (Salix spp.) и бальзамический тополь (Populus balsamifera); кустарниковые сообщества карликовой березы (Betula glandulosa). С конца июня до конца июля тундра покрывается красивыми коврами цветковых растений.